# Французский имперский орёл

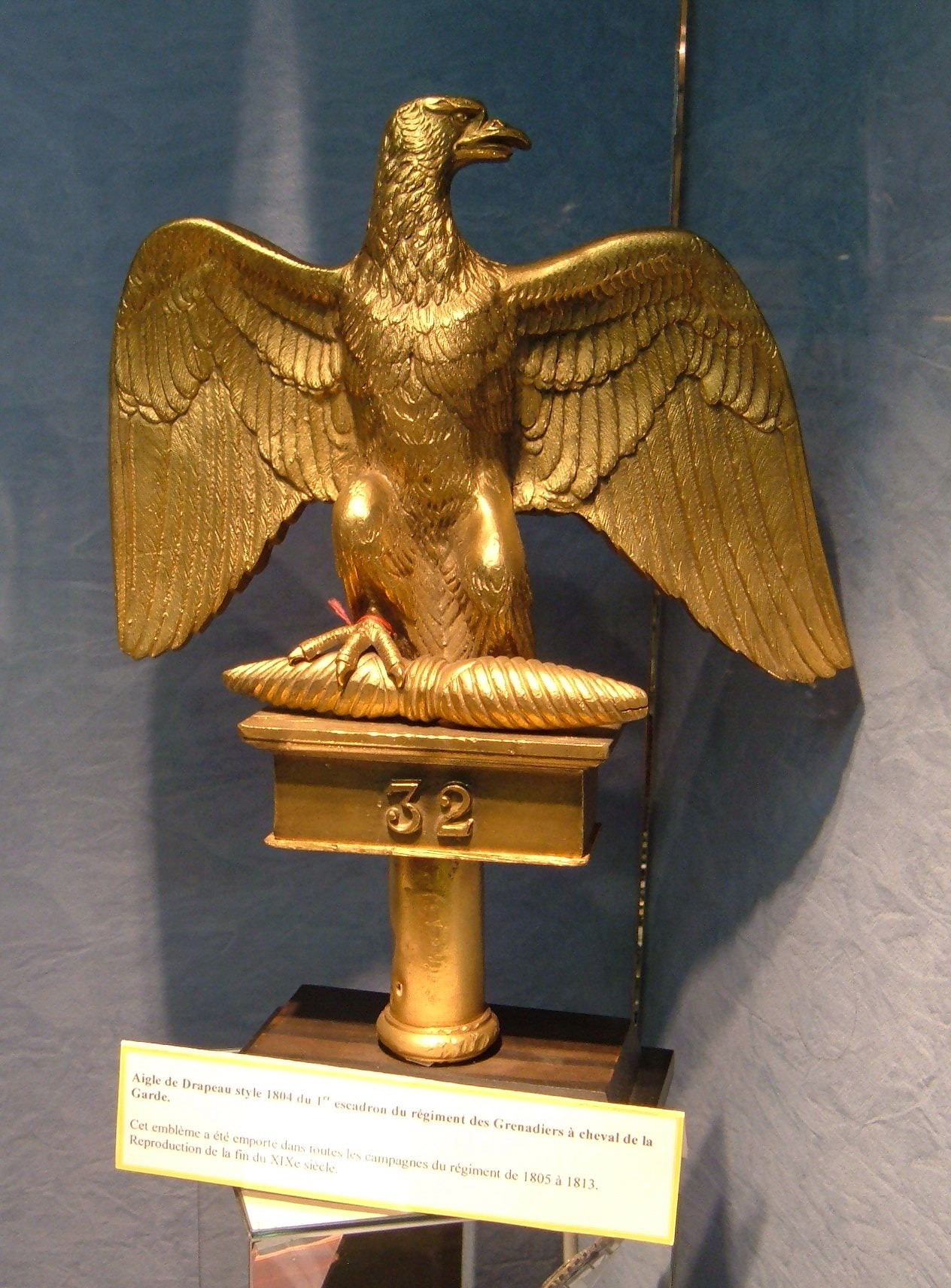
Конец 19-го века. Репродукция орла 1-го эскадрона конных гренадеров Императорской гвардии, выставленная в парижском Лувре.

Французский имперский орёл (фр. Aigle de drapeau, букв. «Флаговый орёл») — фигура орла на древке, использовавшаяся в битве в качестве штандарта Великой армией Наполеона I во время наполеоновских войн.
Хотя у них были полковые знамёна, полки́ Наполеона I, как правило, носили во главе именно имперского орла.

## История

### Создание

Раздача орлов. Картина Жака-Луи Давида

5 декабря 1804 года, через три дня после своей коронации, Наполеон I раздал орлов, созданных по образу и подобию аквил римских легионов. Они символизировали собой полки́ родом из различных департаментов Франции, и предназначались для того, чтобы вызвать чувство гордости и преданности среди войск, которые станут основой нового имперского режима Наполеона. Наполеон произнёс эмоциональную речь, в которой настаивал, чтобы войска защищали орлов ценой своей жизни. Это событие изображено в картине Жака-Луи Давида «Раздача орлов» 1810 года.
Внешний вид орла был разработан Антуаном-Дени Шоде, а затем копии были отлиты в мастерской Пьера-Филиппа Томира; первые орлы были представлены 5 декабря 1804 года. Это была бронзовая скульптура орла на постаменте, одна лапа которого покоилась на «веретене Юпитера», весом 1,85 килограмма (4 фунта), установленного поверх синего полкового флагштока. Они были изготовлены из шести отдельно отлитых деталей, разработанных по аналогии с римскими орлами, и в собранном виде имели размеры 310 миллиметров (12 ″) в высоту и 255 миллиметров (10 ″) в ширину. На основании был выгравирован номер полка или, в случае с Имперской Гвардией, надпись Garde Impériale. Орёл имел такое же значение для французских имперских полков, как и знамёна для британских — потеря орла принесла бы позор полку, поклявшемуся защищать его до смерти. После падения Наполеона восстановленная монархия короля Людовика XVIII приказала уничтожить всех орлов; сохранилось только несколько штук. Когда бывший император вернулся к власти в 1815 году (событие, известное как Сто дней), он сразу же приказал создать новых орлов, хотя они и уступали оригиналам. Работа была менее качественной, и основным отличием новых орлов стал закрытый клюв; они были установлены в более скорченном положении.

Истоки, варианты и сохранившиеся экземпляры
Римский имперский орёл, вдохновивший Наполеона на создание Французского имперского орла
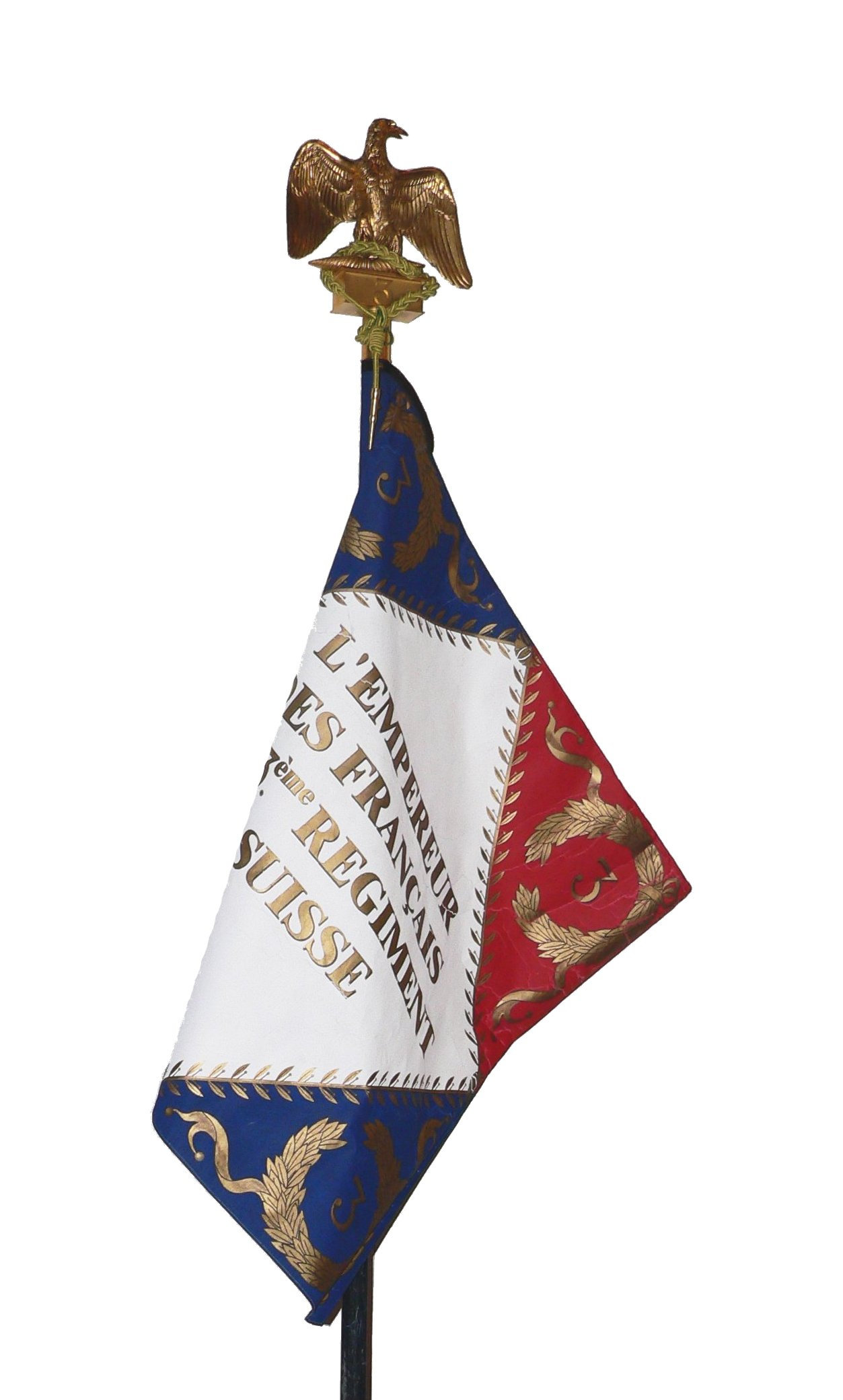
Французское полковое знамя с орлом
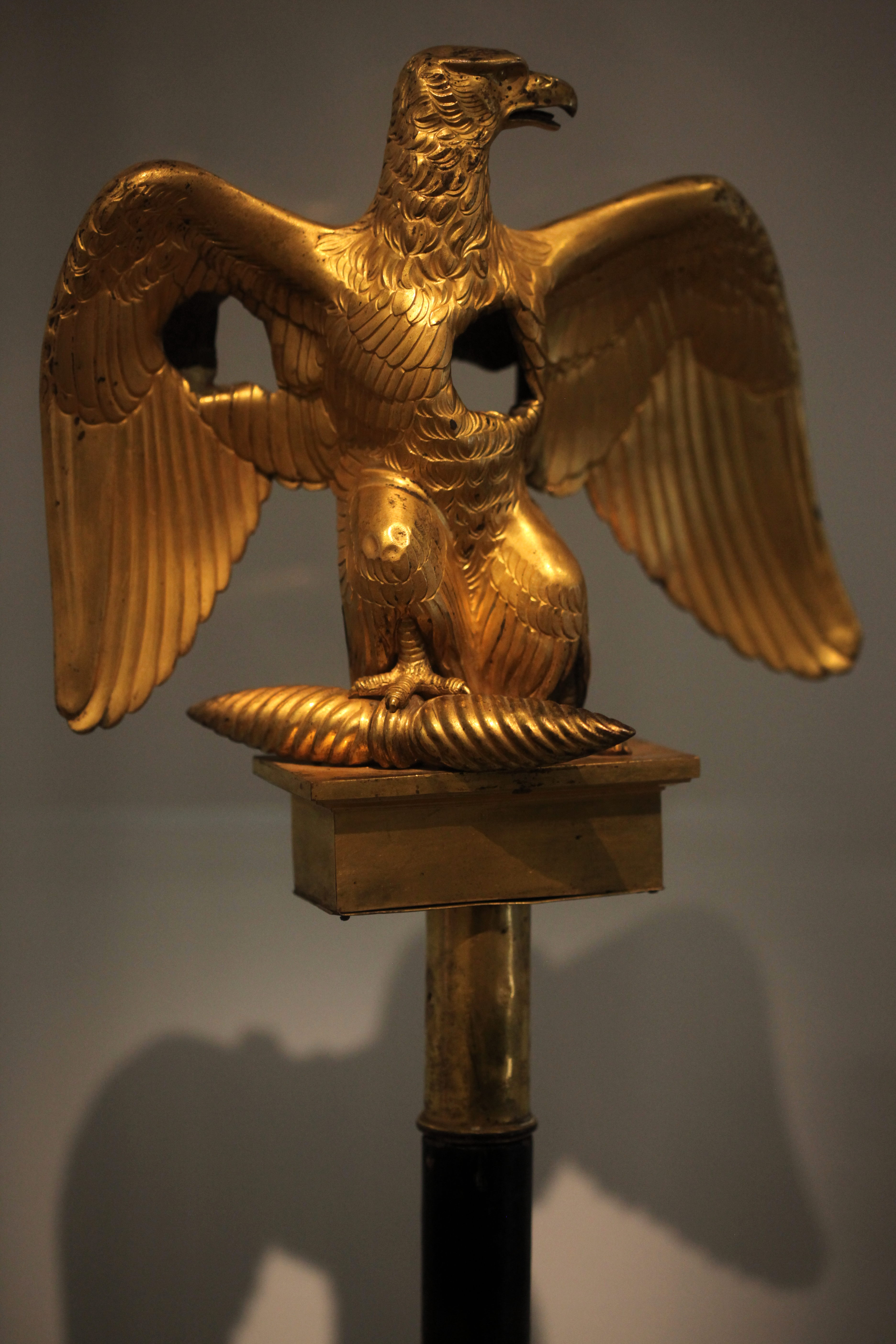
Так называемый «раненый орёл» (фр. aigle blessée), повреждённый в бою, Музей армии (Париж). Такими орлами французские войска гордились особо
Шведский королевский дом имеет орла на своём гербе, поскольку его основатель, Жан-Батист Жюль Бернадот, был маршалом Франции.

### Захваченные орлы
Первый захват орла, скорее всего, произошёл во время битвы под Аустерлицем в 1805 году, когда русская гвардейская кавалерия при великом князе Константине разбила 4-й пехотный полк, захватив их знамя. Хотя Наполеон выиграл битву, русские войска смогли отступить в боевом порядке, и орла так и не нашли, к большому сожалению Императора.
В 1807 году в Гейльсберге, 55-й пехотный полк был разбит прусской кавалерией и русской пехотой. Орёл был захвачен сержантом Антоном Антоновым из русского Перновского Мушкетерского полка, а несколько офицеров, в том числе полковник, были убиты. Прусские историки оспаривали это, утверждая, что орла захватили прусские гусары Притвица.
В 1807 году, около Эйлау, знамя и орёл 18-го пехотного полка были захвачены Санкт-Петербургским 1-м уланским полком. В 1812 году в Красном 18-й пехотный полк снова потерял своего орла и был «практически уничтожен» русским Уланским Её Величества лейб-гвардии полком.
В 1808 году в битве при Байлене французский корпус во главе с генералом Дюпоном после поражения сдался испанской армии во главе с генералами Кастаньосом и Редингом; это была первая капитуляция имперской полевой армии. По условиям капитуляции французы передали победителям свои знамёна, а также трёх орлов. Эти орлы хранились в соборе Севильи, пока они не были вновь захвачены французами в 1810 году и отправлены обратно в Париж.
Первый французский орёл, захваченный англичанами, был взят 87-м пехотным полком в битве при Барросе 5 марта 1811 года. В Барросе прапорщик Эдвард Кеог и сержант Патрик Мастерсон захватили французского императорского орла 8-го пехотного полка. Кеогу удалось лишь взяться рукой на древко, когда он был застрелен и заколот штыком. Мастерсон, убив нескольких солдат, вырвал орла из рук умирающего лейтенанта Газана.
Орёл был доставлен в Соединённое Королевство и выставлен в военном госпитале Челси. Он был около 10 дюймов высотой, установлен на цоколе, помеченном цифрой 8. Он был сделан из серебра, но при этом позолочен, что заставило многих поверить, что это было чистое золото. Фактически, единственной золотой частью орла был лавровый венок, висевший на его шее. Этот венок был особой честью, возложенной на 8-й полк самим Наполеоном, и был в то время не у всех орлов. Золотые листья были дарованы ряду полков, которые присутствовали в битве при Аустерлице, городом Парижем. Правый коготь орла был поднят. Под ним должна была быть молния, но на трофее её не было. Считается, что она была утеряна во время захвата.
Несколько лет спустя орёл был украден из госпиталя. Он был оторван от древка и унесён в неизвестном направлении. Было много слухов, самое настойчивые из них о том, что он был захвачен французами. Скорее всего, он был расплавлен и продан. Древко до сих пор хранится в Королевском музее ирландских стрелков, расположенном в Арме, Северная Ирландия.

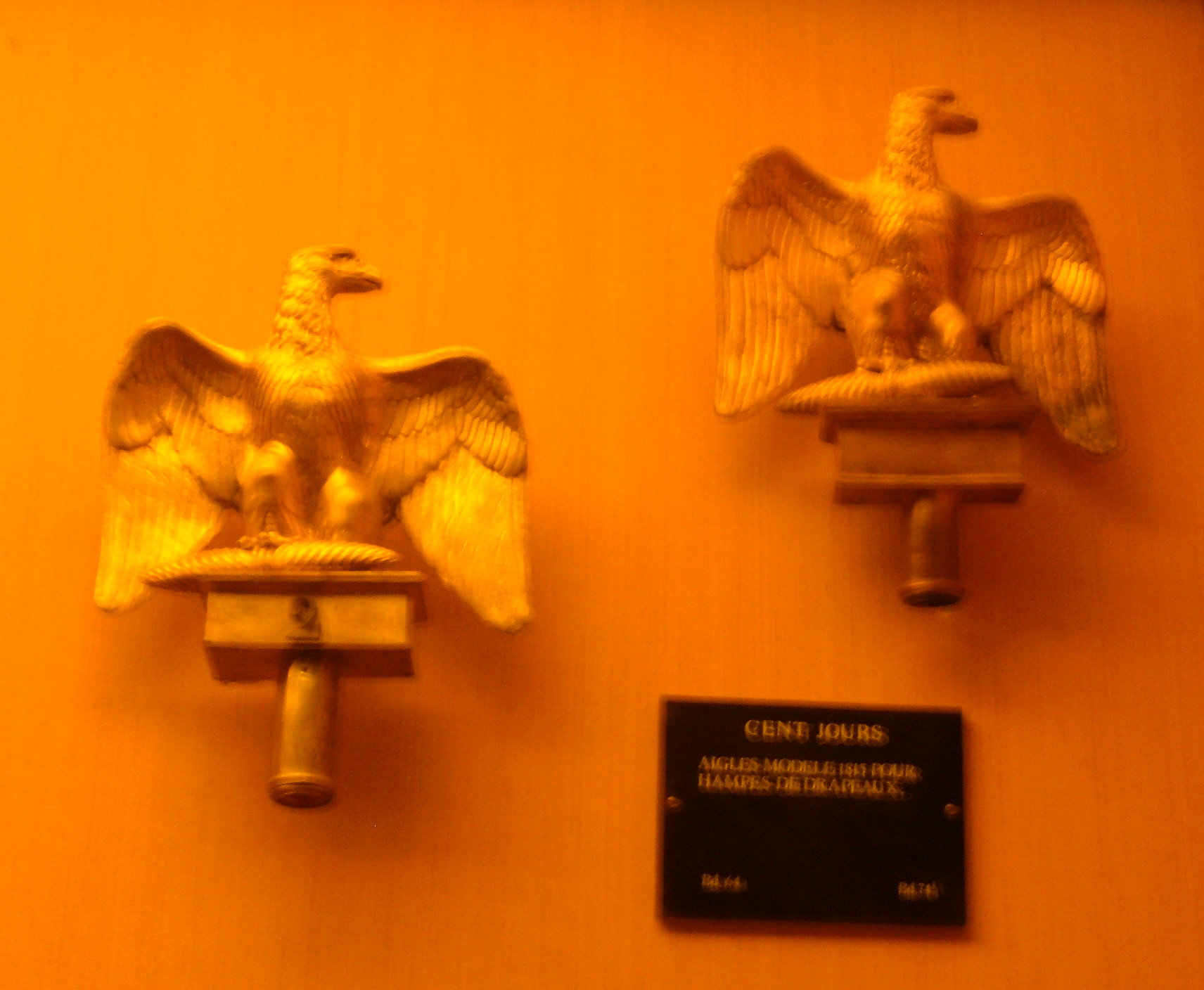
Два орла времён ста дней, выставленные в Музее армии

Британцы захватили двух орлов в битве при Саламанке в июле 1812 года. Энсин Джон Пратт из роты лёгкой пехоты 30-го полка (позднее 1-й батальон Восточного Ланкаширского полка) захватил орла 22-го пехотного полка (сейчас выставлен в пехотном музее Ланкашира в казармах Фулвуд в Престоне, Ланкашир), в то время как 2-й батальон 44-го пехотного полка захватил орла 62-го полка (экспонируется в Челмсфордском музее в Эссексе).
После капитуляции французов во время захвата Мадрида 14 августа 1812 года были найдены два орла, принадлежащие 13-му драгунскому полку и 51-му пехотному.

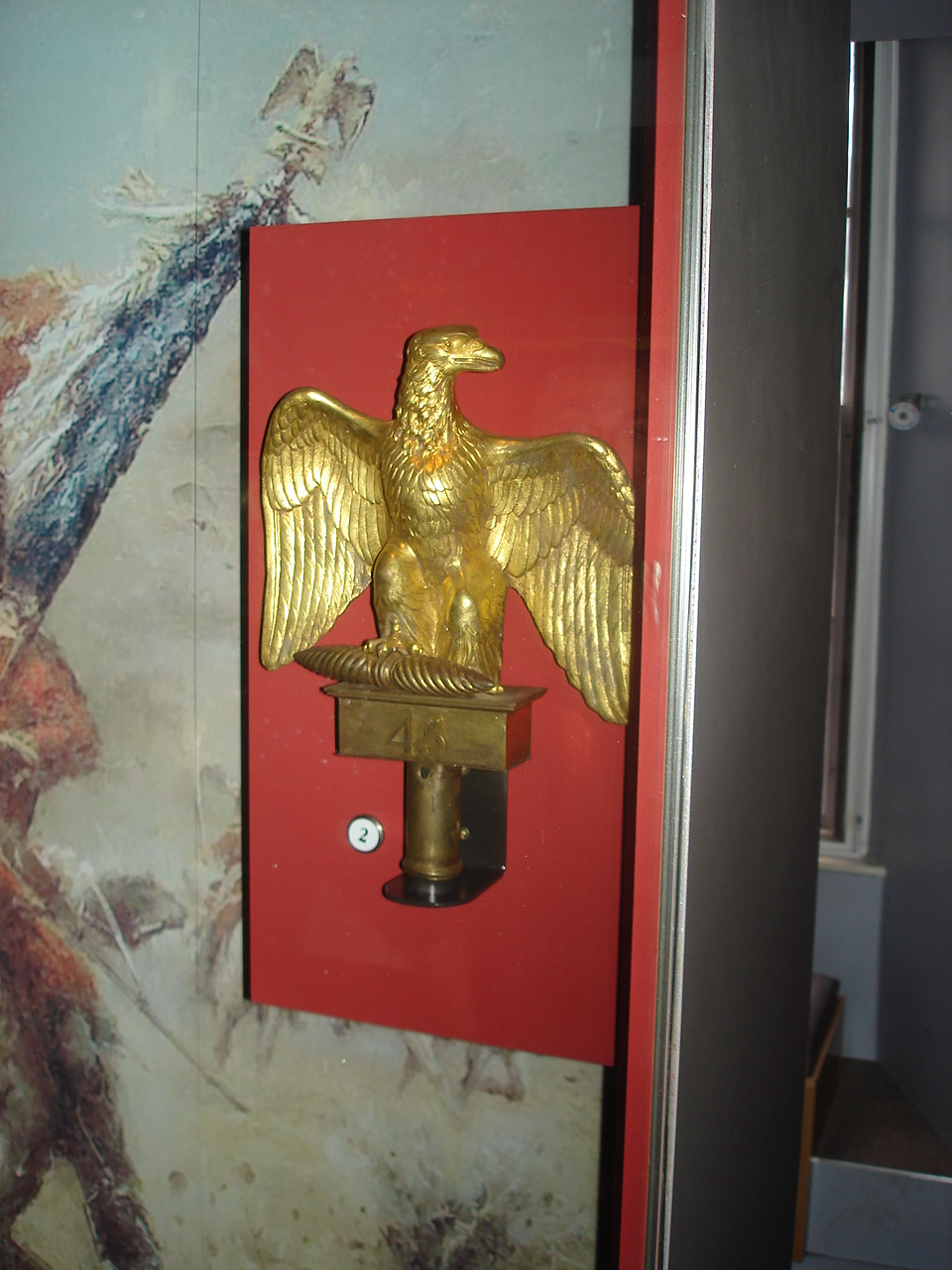
Императорский орёл 45-го пехотного полка, экспонирующийся в Королевском шотландском музее гвардейских драгунов

Два французских полковых орла нового образца были захвачены во время битвы при Ватерлоо в 1815 году. Французский I корпус под командованием графа д’Эрлона был атакован британской тяжёлой кавалерией под командованием графа Экбриджа; 1-й полк Королевских драгунов захватили орла 105-го пехотного полка (в настоящее время хранится в Национальном армейском музее, Челси), а Королевский шотландский полк захватил орла 45-го пехотного полка (в настоящее время хранится в Королевском шотландском музее гвардейских драгунов в Эдинбургском замке).
В 1852 году, перед своей смертью, герцог Веллингтон попросил, чтобы на его похороны были принесены все его боевые трофеи. Поскольку орла, захваченного 87-м полком, не было в наличии, было решено сделать копию. Форма была изготовлена Гаррардом из Asprey по эскизу оригинала, нарисованному офицером 87-го полка во времена битвы при Барросе.
Взятие орла отмечалось добавлением его символа на знамя или униформу полка. Королевский конный гвардейский полк «Блуз энд роялс» (бывший 1-й Королевский драгунский) и Королевский английский полк (бывший 44-й пехотный) носят орла как значок на руке, то время как Королевские шотландские драгуны носят значок орла на головном уборе. Королевский ирландский полк носит значок орла сзади на офицерской портупее.
Французский имперский орёл был среди предметов, похищенных в 1990 году из музея Изабеллы Стюарт Гарднер в Бостоне, штат Массачусетс. По состоянию на 2019 год судьба украденных предметов неизвестна, и дело остаётся нераскрытым.